# IPhone (1. generace)
iPhone ([ˈaifəun]; po uvedení modelu 3G nazývaný také iPhone 2G, od roku 2010 též původní iPhone či iPhone Original) je první model iPhonu firmy Apple, který byl představen 11. ledna 2007 a následně pak uveden na trh v USA 29. června téhož roku. Jedná se o první chytrý telefon od této firmy, a první zařízení vůbec, fungující pod operačním systémem iPhone OS (dnes nazývaným iOS). iPhone spoléhal na ovládání prsty pomocí propracovaných gest (multi-touch) na velkém dotykovém dispeji a svým zaměřením cílil na široké spektrum běžných uživatelů. Tím způsobil revoluci na trhu chytrých telefonů, které do té doby zpravidla spoléhaly na tlačítkovou klávesnici, případně stylus, a měly specifickou cílovou skupinu uživatelů.

## Historie

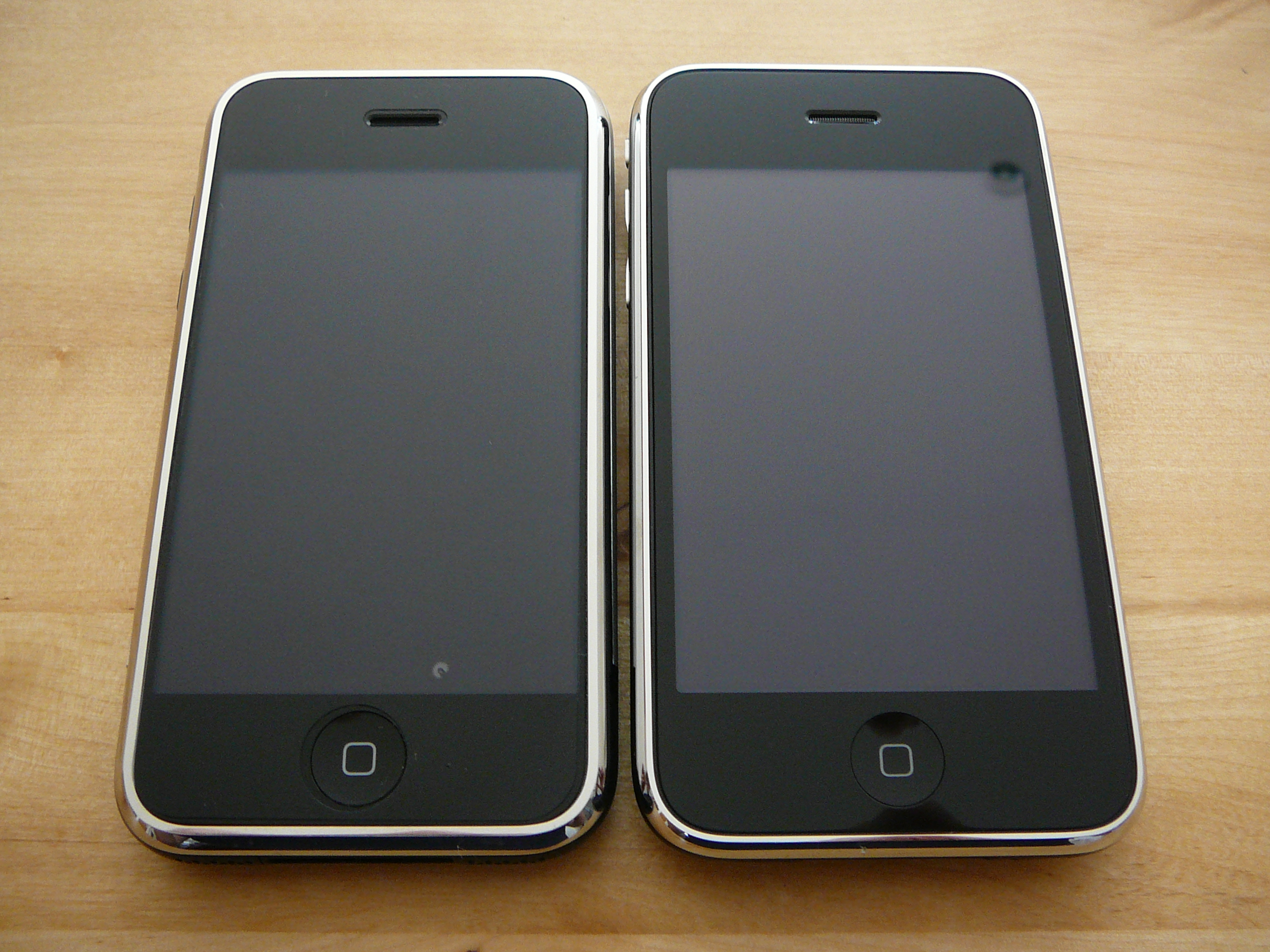
iPhone 1. generace (vlevo) a iPhone 3G

Přípravu iPhone oficiálně oznámil předseda představenstva Apple Inc. Steve Jobs na Macworld Conference & Expo 9. ledna 2007. Prodej koncovým uživatelům byl v USA zahájen 29. června toho léta. Při nákupu se nevyžadovaly žádné osobní údaje, dodatečně bylo ovšem pomocí počítačového programu iTunes nutné uzavřít smlouvu s výhradním operátorem, kterým je pro Spojené státy firma AT&T Mobility. Tento způsob byl pohodlný, ale umožňoval zakoupení telefonu a jeho následné nelegální odblokování. Proto se nyní musí smlouva uzavírat přímo v obchodě.
V některých evropských zemích (Spojené království, Německo, Francie) se iPhone začal prodávat v průběhu roku 2007. Asiaté se zahájení prodeje dočkali až roku následujícího. iPhone byl uveden na trh promyšlenou reklamní kampaní; za její součást by se dalo považovat již představení telefonu, které z přístroje udělalo hit už několik měsíců před zahájením jeho prodeje. Podle zprávy Apple se v prvních 30 hodinách po zahájení prodalo 270 000 iPhonů, u AT&T bylo za stejnou dobu zaregistrováno 146 000 přístrojů.
Přes relativně vysokou cenu a navzdory jistým funkčním omezením se iPhonu podařilo na trhu prorazit; svůj podíl na tom nesl marketing Applu, který z produktů firmy umí vytvořit neodmyslitelnou součást životního stylu. Ovšem hlavní příčina vězela jinde: dosavadní výrobci chytrých telefonů cílili na technické fajnšmekry, které neodrazoval komplikovanější způsob práce s nimi; Apple naproti tomu svůj výrobek navrhl pro uživatelské masy, pro něž je intuitivní ovládání významnější nežli možnost experimentovat s nastavením kdejaké funkce.

## Hardware

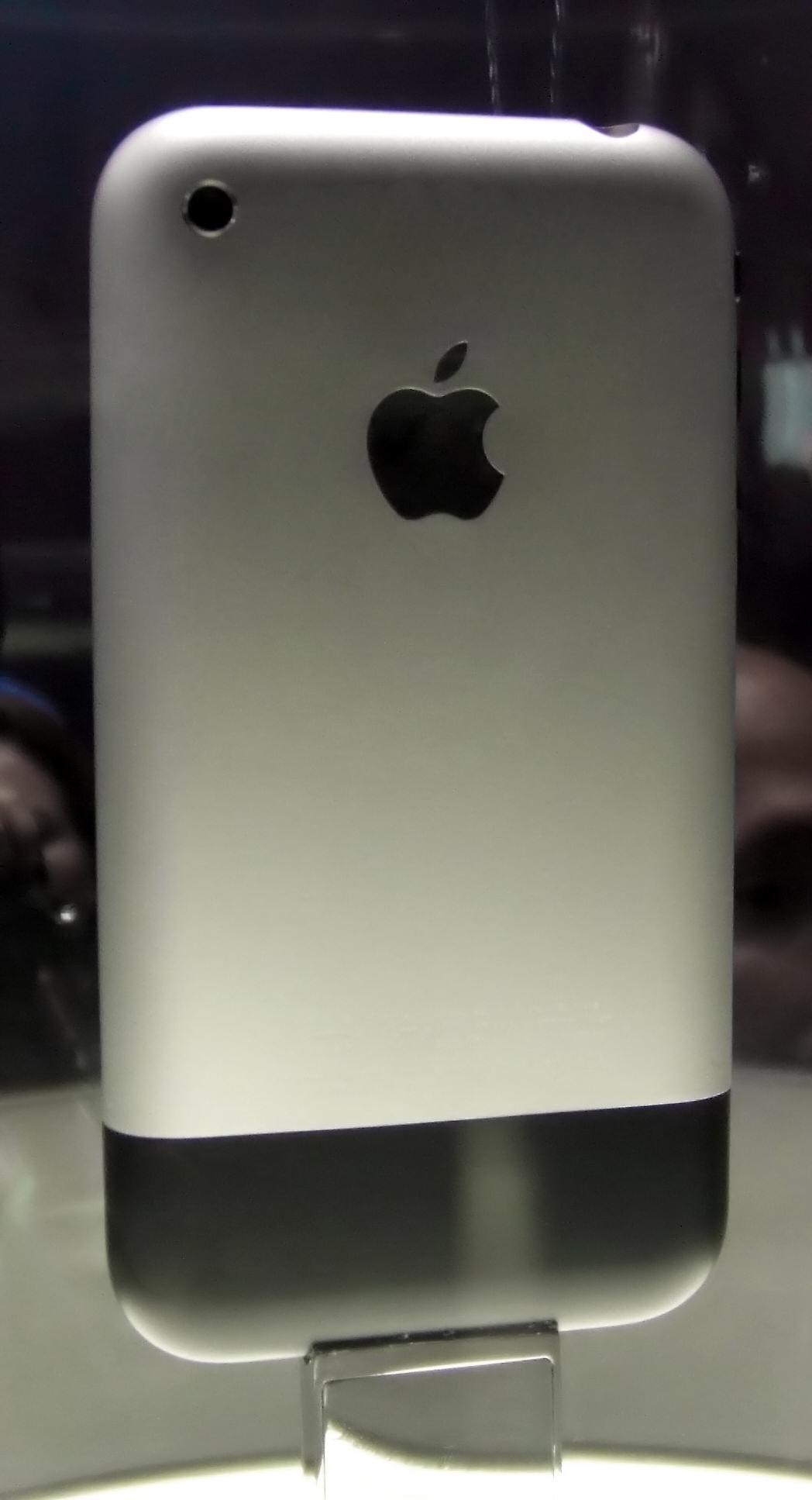
Zadní strana iPhonu

Hardwarové specifikace byly v roce 2007 velice nadprůměrné, konkrétně se jednalo o 32bitový procesor Samsung S5L8900 (412 MHz ARM 1176 procesor, grafický koprocesor PowerVR MBX 3D) a operační paměť o velikosti 128 MiB (eDRAM). Pro uživatele bylo připravené integrované flashové úložiště o 4, 8 či 16 GiB.
Jistým překvapením byla přítomnost jednoho jediného tlačítka na čelní straně aparátu. Veškeré ovládání se realizovalo skrze dotykovou obrazovku, uzpůsobenou pro ovládání prsty; přístroj dokázal reagovat i na dotyk několika prstů naráz. Toto vícedotykové ovládání (anglicky multi-touch [ˈmʌlti] či [ˈmʌltaɪ tʌtʃ]IPA) doslova změnilo svět chytrých telefonů.
Samotnou výrobu telefonu prováděla, podobně jako u ostatních výrobků společnosti Apple, firma Foxconn.

## Software
iPhone 2G byl dodáván s předinstalovaným operačním systémem iPhone OS 1.0; nejvyšší verze, kterou je možné na tento iPhone nahrát, je iPhone OS 3.1.3 z roku 2009.